# Рамазанов, Тельман Курбан оглы
Тельман Курбан оглы Рамазанов (азерб.  Telman Qurban oğlu Ramazanov) — азербайджанский учёный, доктор физико-математических наук, профессор.

## Биография
Тельман Рамазанов родился 1 марта 1951 года в городе Спитак Армянской ССР. Окончил факультет прикладной математики и механики Азербайджанского государственного университета (ныне Бакинский государственный университет).
Является главным научным сотрудником Института Математики и Механики НАНА. Работает в должности профессора в Бакинском государственном университете. Читает лекции, руководит дипломными работами бакалавров, диссертационными работами магистров, диссертантов и аспирантов.
Тельман Рамазанов — член Национального Комитета геофизиков Азербайджана, член Американского общества математиков.

## Научная деятельность
Т. Рамазанов предложил реологическую модель для насыщенных жидкостью линейно-наследственных пористых сред. Им изучена динамика нелокального процесса при работе центральной скважины в пласт, получены аналитические выражения для пористости и коэффициента проницаемости. Учёный исследовал напряженно-деформированное состояние в возмущенных зонах пласта вокруг скважины, причины возникновения дилатансионно-пластических зон и определил интенсивность потока твердых частиц (пробкообразование) в скважину.
Разработал теоретическую основу динамики нелинейных волн в монодисперсных суспензиях и в пористых средах при одно и двухфазных насыщениях. В результате исследований построена математическая модель, описывающая миграции тектонической активности в литосфере и глубинных магистральных разломах; определены амплитудно-частотные характеристики пластового давления, изменения температуры, уровень жидкости в скважине и её дебита в быстрых геодинамических процессах.
Т. Рамазанов — автор 150 научных работ, 70 из которых опубликованы за рубежом. Под его руководством защитились 6 кандидатов и 1 доктор наук.

### Избранные научные труды
- Николаевский В. Н., Рамазанов Т. К. Напряженно-деформированное состояние пласта и восстановление давления в скважине. // Механика деформируемого тела. Прочность и вязкоупругопластичность. — М.: Наука, 1986. — С. 94—105.

- Расширение дилатансионно-пластических зон вокруг действующей скважины и задача о выносе песка. Вестник Бакинского Университета, Серия физико-математических наук, I часть, 2000, № 2; II часть, 2000, № 3, (Атаев Г. Н.)

- Николаевский В. Н., Рамазанов Т. К. Генерация и распространение тектонических волн вдоль глубинных разломов // Известия АН СССР: Физика Земли. — 1986. — № 10. — С. 3—13.

- Давление и температура подземных жидкостей как предвестники землетрясений. СО АН СССР, журнал прикладной механики и технической физики, Новосибирск, 1985, № 1.

- Nonlinear waves in two-phase systems (недоступная ссылка — история) (англ.) // International Applied Mechanics. — 1995. — Vol. 31, no. 9. — P. 38—45.

- Ramazanov, T. K., Gyulmamedov, M. K. Deformation and filtration near a well in a porous stratum with linear memory (недоступная ссылка — история) (англ.) // International Applied Mechanics. — 2003. — Vol. 39, no. 8. — P. 921—928.

- Theory of nonstationary fields of stresses and liquid flows in relaxation geological masses [1]

- Рамазанов, Т. К., Етирмишли, Г. Д. Тектонические волны в литосферной плите на нелинейном атеносферном основании // Физика Земли. — 2005. — № 5. — С. 79—83.